# Armando J. Parodi
Armando José Parodi (Buenos Aires, Argentina, 16 de marzo de 1942) es un químico argentino especializado en el metabolismo de gliproteínas en el retículo endoplasmático. Es investigador emérito del CONICET en el Instituto Leloir.

## Biografía
Parodi nació el 16 de marzo de 1942 en Buenos Aires. Estudió en la Universidad de Buenos Aires, donde se graduó de Licenciado en Química en 1965 y luego de Doctor en Química en 1970. Sus tesis doctoral la realizó bajo la dirección del premio Nobel Luis Federico Leloir en el Instituto de Investigaciones Bioquímicas Fundación Campomar (que actualmente se conoce como Instituto Leloir). Al terminar su doctorado realizó posdocs en el Instituto Pasteur (París) y en la Universidad Duke (EE. UU.).
En docencia se desempeñó como profesor titular en las Universidades de Buenos Aires y de San Martín.
Fue Investigador Superior del CONICET, cumpliendo sus tareas en el Instituto Leloir como jefe del Laboratorio de Glicobiología. Fue director y presidente del consejo del Instituto.

## Aportes científicos
Parodi desarrolló su carrera científica trabajando con glucoproteínas. Descubrió como unas moléculas, llamadas N-glicanos, ayudaban a la proteína a tomar la forma tridimensional correcta. La importancia de sus descubrimiento radica en que la forma de la proteína es clave para la función que debe desempeñar luego. El trabajo de Parodi no solo fue importante en el campo de las glucoproteínas, sino que fue la primera vez que se describió un control de calidad durante el plegado de las proteínas, algo que luego se encontró en otras familias.

## Publicaciones
Selección de publicaciones de Armando Parodiː
- Parodi, A. J. (2000). Protein glucosylation and its role in protein folding. Annual review of biochemistry, 69(1), 69-93.
- Trombetta, E. S., & Parodi, A. J. (2003). Quality control and protein folding in the secretory pathway. Annual review of cell and developmental biology, 19(1), 649-676.
- Parodi, A. J., & Leloir, L. F. (1979). The role of lipid intermediates in the glycosylation of proteins in the eucaryotic cell. Biochimica et Biophysica Acta (BBA)-Reviews on Biomembranes, 559(1), 1-37.
- Sousa, M. C., Ferrero-Garcia, M. A., & Parodi, A. J. (1992). Recognition of the oligosaccharide and protein moieties of glycoproteins by the UDP-Glc: glycoprotein glucosyltransferase. Biochemistry, 31(1), 97-105.
- Sousa, M., & Parodi, A. J. (1995). The molecular basis for the recognition of misfolded glycoproteins by the UDP‐Glc: glycoprotein glucosyltransferase. The EMBO Journal, 14(17), 4196-4203.

## Distinciones y premios
- Premio de Konex de Platino en Ciencia y Tecnología (2003)[1]
- Diploma al mérito Konex en Ciencia y Tecnología (2003)[1]
- Premio  “Bernardo Houssay” en Biología (CONICET, 1987)
- Becario de la John S. Guggenheim Memorial Foundation (1973-1974)

## Membresías
- Miembro Extranjero de la Academia Brasileira de Ciencias,
- Miembro Extranjero de la American Academy of Microbiology
- Miembro Extranjero de la National Academy of Sciences (EE. UU.)
- Miembro de Honor de la Sociedad Española de Bioquímica y Biología Molecular
- Miembro de la Academia de Ciencias Exactas, Físicas y Naturales y de la de Ciencias de Córdoba.